# Восточно-Гренландская трёхлетняя экспедиция

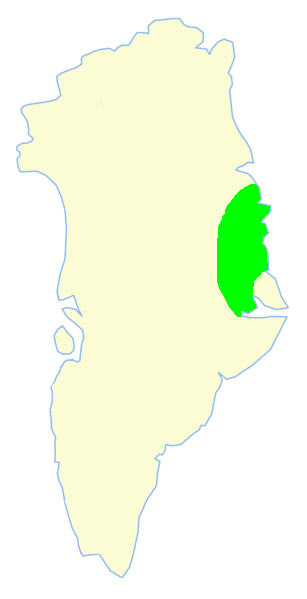
Карта исследуемой местности, King Christian X Land

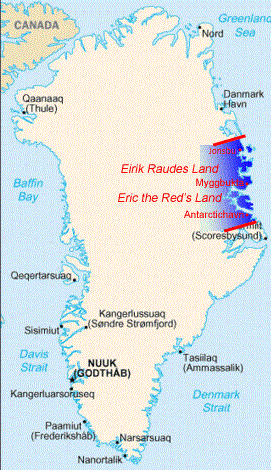
Занятый норвежцами Земля Эрика Рыжего (1931—1933)

Восточно-Гренландская трёхлетняя экспедиция (дат. Treårsekspeditionen) — экспедиция в Восточную Гренландию, проходившая с 1931 по 1934 год на фоне территориальных претензий Норвегии на значительный сектор Гренландии, названный норвежцами Землёй Эрика Рыжего, которая должна была, отчасти, продемонстрировать датскую активность в этом регионе, финансируемая Фондом Карлсберга и Датским королевством. Во время экспедиции проводилась аэрофотосъемка.
Многие географические объекты Восточной Гренландии были отображены и названы во время экспедиции. Во время экспедиции использовалась станция Эскимонаес.

## История
Экспедицию возглавлял Лауге Кох. В качестве транспортных средств использовались два корабля (Gustav Holm, Godthaab) и гидросамолёты Heinkel. Экспедиция проработала три зимы и четыре летних сезона, в каждый из которых в ней участвовали от 60 до более чем 100 человек, включая множество Датских и Шведских учёных геологов, зоологов, ботаников, археологов и географов: Баклунд, Хельге Гётрик, Павел Гельтинг, Торвальд Серенсен, Стин Хасельбах, Сейденфаден, Гуннар, Гуннар Торнсон, Гуннар Сан-Судберг и многие другие. Деятельность экспедиции была организована таким образом, чтобы за счёт развитой инфраструктуры экспедиционной базы максимально эффективно использовать отведённое на неё время. База экспедиции, расположенная на острове Элла у северной оконечности фьорда Короля Оскара и предназначенная и для летних полевых работ, и для зимовок, представляла собой два сборных ангара, каждый из которых состоял из 10 спален, гостиной, лаборатории, мастерской, санузла и других подсобных помещений. Ангары были снабжены генераторами, обеспечивающими подачу электроэнергии. Между ними была налажена телефонная связь. Помимо них, на территории базы были установлены небольшие строения, позволявшие автономно заниматься детальным исследованием полученных материалов, а также склады горючего и продовольствия. Наличие бесперебойного электропитания и хорошо оснащённых полевых лабораторий позволяло Коху и его сотрудникам проводить анализ находок на месте без необходимости посылать их в университетские лаборатории на материке.
В результате работы экспедиции были картографированы и изучены с точки зрения геологии обширные территории Восточной Гренландии между 72 и 76 градусами северной широты, а шведским палеонтологам удалось обнаружить ископаемые остатки ранних тетрапод — переходной формы живых существ, занимающей место между рыбами и наземными животными. Итоги экспедиции были обобщены в работах Торнсона (1937) Коха (1955).
|  |